# Mathias Beche
Mathias Beche (ur. 28 czerwca 1986 w Genewie) – szwajcarski kierowca wyścigowy.